# G. W. S. Barrow
Pour les articles homonymes, voir Barrow.
Geoffrey Wallis Steuart Barrow (né le 28 novembre 1924, et mort le 14 décembre 2013) est un historien et universitaire britannique, né à Headingley près de Leeds. Il est professeur émérite à l'université d'Édimbourg. Ses premiers travaux portent sur le féodalisme anglo-normand de la Grande-Bretagne, puis il se spécialise dans l'étude de l'Écosse médiévale, en s'attachant particulièrement à l'influence normande sur l'Écosse du haut Moyen Âge. Sa biographe de David Ier d'Écosse au XIIe siècle explore les tensions entre deux époques à travers la vie de ce grand personnage. Ses travaux sont considérés comme pionniers, et ont influencé profondément ces domaines d'étude, ainsi que les autres approche de l'Écosse et de l'histoire médiévale.

## Œuvres
- Feudal Britain, Arnold (1956),  (ISBN 0713150092 et 978-0713150094)
- Feudal Britain : The Completion Of The Medival Kingdom 1066-1314, Edward Arnold (1967), (ASIN B000S37V24)
- Robert Bruce and the Community of the Realm of Scotland, E.U.P (Edinbourg 1965), (2e édition janvier 1984), (3e édition 1988), (4e édition 2005) (ISBN 0-7486-2022-2) p. 531.
- Robert Bruce and Ayrshire (Ayrshire collections), Ayrshire Archaeological and Natural History Society (1980), (ASIN B0000EF21C)
- The Kingdom of the Scots, (London, 1973), a collection of his scholarly articles.,
- Scotland and Its Neighbours in the Middle Ages, Hambledon & London (August 2, 2003),  (ISBN 1852850523 et 978-1852850524).
- The Anglo-Norman Era in Scottish History, (Oxford, 1980).
- Kingship and Unity: Scotland, 1000-1306, (Londres, 1981) (Edinburgh University Press Janvier 1989),  (ISBN 074860104X et 978-0748601042)
- Scotland and its Neighbours in the Middle Ages, (Londres, 1992)
- The Anglo-Scottish Border, réédition à partir de Northern History, Volume I, 1966, University of Leeds School of History (1966) (ASIN B000X0DGEE).
- The border: Inaugural lecture of the Professor of Medieval History, delivered in the auditorium of the Physics Department, King's College, Newcastle upon ... 1962 (Inaugural lectures, King's College), University of Durham (1962), (ASIN B0007KC1XC)
- David I of Scotland (1124-1153): The balance of new and old (The Stenton lecture), University of Reading (1985),  (ISBN 070490215X et 978-0704902152)
- King David I and the church of Glasgow (Glasgow Cathedral lecture series), University of Glasgow Computer Publishing Unit for the Society of Friends of Glasgow Cathedral (1996),  (ISBN 1899333053 et 978-1899333059)

### Éditions
- Acts of Malcolm IV, 1153-1165, (Edinburgh, 1960) - Regesta Regum Scottorum, vol. 1., Edinburgh University Press (1960), (ASIN B001AJN4AI)
- Acts of William I, 1165-1214 vol. 2, Regesta Regum Scottorum, (coéditeur avec W.W. Scott), Edinburgh University Press (January 1, 1984),  (ISBN 0852241429 et 978-0852241424).
- The Charters of David I: The Written Acts of David I King of Scots, 1124-53, and of his son Henry, Earl of Northumberland, 1139-52, Boydell Press (May 15, 2008),  (ISBN 0851157319 et 978-0851157313).
- Medieval Scotland: Crown, Lordship and Community, (coéditeur avec Alexander Grant et Keith J. Stringer), Edinburgh University Press, Avril 1994,  (ISBN 0748604189 et 978-0748604180)
- The Declaration of Arbroath: History, Significance, Setting, Society of Antiquaries of Scotland (November 3, 2003),  (ISBN 090390327X et 978-0903903271).
- Scottish Tradition, (Edinbourgh, 1974), Scottish Academic Press Ltd (July 1974),  (ISBN 0707301769 et 978-0707301761).
- The Sheriffs of Scotland: An Interim List to C.1306 (coéditeur avec Norman H. Reid, # University of St Andrews Library (December 20, 2002),  (ISBN 0900897171 et 978-0900897177)